# Libra (Toni Braxton-album)
A Libra Toni Braxton amerikai R&B-énekesnő hatodik stúdióalbuma. 2005. szeptember 27-én jelent meg. Címét Braxton csillagjegyéről, a Mérlegről kapta.
Az album a Billboard 200 amerikai albumslágerlista 4., a Billboard Top R&B/Hip-Hop Albums slágerlista 2. helyén nyitott, a megjelenését követő első héten 114 000 példány kelt el belőle, és november 4-én az Egyesült Államokban aranylemez lett, 445 000 eladott példánnyal. Az elégtelen promóció miatt az album kislemezei közül egy sem került fel a Billboard Hot 100 slágerlistára, emiatt az énekesnő felbontotta szerződését a Blackground Recordsszal.
Az album európai változata hárommal több dalt tartalmazott. Miután Braxton és az Il Divo közös száma, a The Time of Our Lives, a 2006-os labdarúgó-világbajnokság hivatalos dala sikert aratott Európában, az album 2006 júniusában Németországban újra megjelent, most már ezt a számot is tartalmazva.

## Számlista
| #              | Cím                                  | Szerző                                                        | Hossz |
| -------------- | ------------------------------------ | ------------------------------------------------------------- | ----- |
| 1.             | Please                               | Scott Storch, Makeba Riddick, Vincent Herbert, Kameron Houff  | 3:57  |
| 2.             | Trippin’ (That’s the Way Love Works) | Bryan-Michael Cox, Kendrick Dean, Johnta Austin, Toni Braxton | 4:05  |
| 3.             | What’s Good                          | Cox, Austin                                                   | 4:14  |
| 4.             | Suddenly                             | Richard Marx                                                  | 4:43  |
| 5.             | Take This Ring                       | Rich Harrison                                                 | 4:35  |
| 6.             | Midnite                              | Soulshock, Kenneth Karlin, Harold Lilly                       | 4:09  |
| 7.             | I Wanna Be (Your Baby)               | Harvey Mason, Jr., Damon Thomas, Babyface, Daryl Simmons      | 3:48  |
| 8.             | Sposed to Be                         | Antonio Dixon, Keri Hilson, Patrick Smith, Mason, Thomas,     | 4:07  |
| 9.             | Stupid                               | Cory Rooney, Braxton, Keri Lewis                              | 3:36  |
| 10.            | Finally                              | Mason, Thomas, Dixon, Eric Dawkins, Durrell Babbs             | 3:30  |
| 11.            | I Hate You                           | Mason, Thomas, Babyface, Dixon, Dawkins                       | 4:01  |
| 12.            | Shadowless                           | Alex Cantrell, Philip White                                   | 3:56  |
| 13.            | Long Way Home                        | Soulshock, Karlin, Cantrell, White                            | 4:32  |
| 2006-os kiadás |                                      |                                                               |       |
| 14.            | The Time of Our Lives                | Jörgen Elofsson                                               | 4:44  |

A Suddenly, I Hate You és Long Way Home című számok csak az európai kiadáson szerepelnek.
Az albumra írt, de rá nem került dalok
- I Like It Like That (James Harris III, Terry Lewis, Braxton, Bobby Ross Avila Jr., Issiah "IZ" Avila)[3]
- Places (Schack, Karlin, Cantrall, Lindy Robbins, Robert Math)
- Shake N Move
- Happily Unhappy
- Can’t Stop (Mason, Thomas, Babyface)[4]
- The Perfect Man (Kwamé "K1Mil" Holland, Braxton)
- Almost There (Melvin "Saint Nick" Coleman, Hilson, Smith, Traci Hale)[5]
- For Me, más címen I Wish (Anders "Bag" Bagge, Peer Åström, Tanya White)[6]
- Never Get Over (Coleman, Braxton, LaShawn Daniels)[7]
- Oh No (C. "Tricky" Stewart, Monica Arnold, Thabiso "Tab" Nkhereanye, Tiffany Cobb, Morris "Wyl-e" Wirlie)[8]
- The Confession (Mason, Thomas, Babyface, Simmons)[9]

Egyes amerikai bevásárlóközpontok – Best Buy, Target, Wal-Mart – bónuszdalokat kínáltak fel letöltésre, amennyiben valaki náluk veszi meg az albumot. A Wal-Martnál a Placest lehetett letölteni, a többinél egy-egy, az album európai kiadásán szereplő bónuszszámot.

## Kislemezek
- Please (2005)
- Trippin’ (That’s the Way Love Works) (2005)
- Take This Ring (2005)
- Suddenly (2006)
- The Time of Our Lives (2006)

### Suddenly
A Suddenly Toni Braxton amerikai énekesnő negyedik kislemeze ötödik, Libra című stúdióalbumáról. A dal csak az album európai kiadásán szerepel, a nemzetközi piacon az album első kislemezeként jelent meg. A dalban Chris Botti játszik trombitán, és eredetileg az ő 2005-ben megjelent, To Love Again című duettalbumán is szerepelt volna. Ahogy a Libra album többi kislemezét, a promóció hiánya a Suddenlyt is megakadályozta abban, hogy nagyobb sikert érjen el a slágerlistákon.
Számlista
1. Suddenly (Radio Edit) – 3:37
2. Suddenly (Album Version) – 4:43